# Quarles Range
La Quarles Range è un'alta e frastagliata catena montuosa che fa parte dei Monti della Regina Maud, in Antartide. Si estende dall'altopiano antartico tra i ghiacciaio Cooper e il Ghiacciaio Bowman e termina vicino al margine della Barriera di Ross.
Le vette della catena furono avvistate nel 1911 dall'esploratore norvegese Roald Amundsen durante la sua spedizione verso il Polo Sud. La catena fu poi mappata in dettaglio durante la spedizione dall'esploratore statunitense Richard Evelyn Byrd nel 1928-30.
La denominazione fu assegnata dal Comitato consultivo dei nomi antartici (US-ACAN)  in onore di Donald A. Quarles, Vicesegretario della Difesa degli Stati Uniti d'America, 1957-59, all'inizio dell'Anno geofisico internazionale.

## Elevazioni principali
La vetta principale è il Monte Harrington, (85°34′S 164°00′W), alto 2.550 m e situato 7 km a nordest del Monte Ruth Gade della stessa catena. Fu mappato durante la spedizione dall'esploratore statunitense Richard Evelyn Byrd nel 1928-30 e dalla United States Geological Survey (USGS) sulla base di ispezioni in luogo e di foto aeree scattate nel periodo 1960-64. La denominazione fu assegnata dal Comitato consultivo dei nomi antartici (US-ACAN)  in onore di John R. Harrington, meteorologo alla Base Amundsen-Scott nell'inverno 1962.

## Elevazioni importanti
Tra le altre elevazioni importanti sono da segnalare:
- Ghiacciaio Bowman
- Ghiacciaio Cooper
- Mohn Basin
- Monte Belecz
- Monte Dean
- Monte Ruth Gade
- Monte Wedel-Jarlsberg
- Schobert Nunatak